# Lycoriella parva
Lycoriella parva là một ruồi trong họ Sciaridae, thuộc chi Lycoriella. Loài này được Holmgren miêu tả khoa học đầu tiên năm 1869.